# Jack Cole (auteur)
Pour les articles homonymes, voir Jack Cole.
John Ralph Cole, dit Jack Cole, est un auteur de bande dessinée et dessinateur de presse américain, né le 14 décembre 1914 à New Castle et mort le 13 août 1958 à Woodstock. De 1938 à 1954, il travaille pour l'industrie des comic books. Cette période correspond exactement à ce que les historiens de la BD appellent l'Âge d'or des comic books. Jusqu'en 1945, Cole est souvent à la fois le scénariste, le dessinateur, l'encreur et le lettreur des comics qu'il réalise. Il travaille un temps sur la série Le Spirit de Will Eisner mais il est surtout connu comme créateur de Plastic Man, premier super-héros élastique, apparu vingt ans avant la création de Mr Fantastique par Stan Lee et Jack Kirby. Le succès de son personnage le contraint, à partir de 1945, à déléguer une partie de son travail à des assistants. Les aventures de Plastic Man paraissent dans des comic books édités par Quality Comics avant que DC Comics n'en acquière les droits à la fin des années 1950. Jack Cole est également connu pour ses dessins et aquarelles humoristiques publiés dans Playboy à partir de 1954. Les raisons de son suicide restent mystérieuses : en août 1958, il était le dessinateur le plus populaire de Playboy et il venait de lancer avec succès un comic strip dans la presse quotidienne nationale : Betsy and Me.

## Biographie

### Jeunesse à New Castle (1914-1935)
John Ralph Cole naît le 14 décembre 1914 à New Castle en Pennsylvanie. Son père est commerçant, sa mère institutrice. Ils ont six enfants. John est le troisième. On l'appelle Jack.
Enfant, il lit avec passion, dans la presse quotidienne, les comic strips de Rudolph Dirks (Pim Pam Poum), Elzie Segar (Popeye), George McManus (La Famille Illico), Rube Goldberg (Boob McNutt), et, comme d'autres futurs dessinateurs de sa génération (Basil Wolverton par exemple), il découvre sa vocation : il « se voit en dessinateur, à l'image de Dirks et Segar, publié quotidiennement dans la presse et donnant le sourire à chaque lecteur ». Mais son père refuse de lui payer des cours de dessin. Jack Cole met de côté l'argent que ses parents lui donnent pour déjeuner, et à l'âge de 15 ans, il a suffisamment d'économies pour s'inscrire à des cours de dessin par correspondance. Il choisit la Landon School of Cartooning, comme l'avaient fait avant lui Elzie Segar, Carl Barks, Roy Crane, ou Milton Caniff.
En 1932, Cole fait seul à bicyclette un voyage aller-retour jusqu'en Californie. Il obtient son bac l'année suivante. En 1934, il se marie avec Dorothy Mahoney, son amour d'enfance, et travaille dans l'usine locale d'une entreprise qui, à l'époque, est le plus grand fabricant de boîtes de conserve aux États-Unis, l'American Can Company.
Première publication en 1935 : un article que Cole illustre lui-même et dans lequel il raconte son périple à bicyclette de 1932. D'après Art Spiegelman et Chip Kidd, l'article aurait été publié dans le magazine des Boy Scouts of America, Boys' Life. D'après l'historien des comics Paul C. Tumey, il aurait été plus vraisemblablement publié dans un journal local,. Cole, contrairement à ce qu'il a pu affirmer par la suite, n'a pas été publié dans Boys' Life en 1935 (ses dessins y seront publiés à partir de l'année suivante).

### Débuts à New York (1936-1940)

#### Dans le studio de Harry A. Chesler
Fin 1936, Cole quitte son travail à l'usine et s'installe à New York avec son épouse dans l'espoir de vivre de ses dessins. Il parvient à en vendre à Boys' Life (le magazine des scouts le publiera à plusieurs reprises entre octobre 1936 et octobre 1940) ainsi qu'au magazine satirique Judge. Globe Syndicate, une agence de presse, lui commande une bande dessinée loufoque (Peewee Throttle) pour Circus The Comic Riot, un nouveau comic book contenant essentiellement des œuvres réalisées par de jeunes auteurs encore inconnus (outre Cole, Basil Wolverton, Bob Kane et Will Eisner figurent, entre autres, au sommaire). Il réalise plusieurs planches qui seront publiées par deux en ouverture de chaque numéro,, à partir de juin 1938 (le magazine ne connaitra pas le succès et disparaîtra après son troisième numéro). Cette commande et ces quelques ventes ne sont pas suffisantes pour assurer au couple une vie confortable. Fin 1937, Cole se retrouve, par nécessité, dans le studio de Harry A. Chesler : iI a quitté la fabrication de boîtes de conserve pour une "usine" d'une autre sorte - que l'écrivain et historien des comics Ron Goulart compare à un « sweat-shop », un atelier clandestin.
Là, pour un salaire hebdomadaire de vingt dollars, sous la direction du dessinateur Charles Biro, Cole produit quatre à cinq planches par semaine. Il s'agit de répondre à la demande des éditeurs de comic books. « Initialement, [...] les premiers éditeurs de comic books rachetaient [...] à petit prix [...] les droits de réimpression [de comic strips, c'est-à-dire] de bandes déjà publiées dans la presse et rassemblaient celles-ci sans souci de continuité ni de thème sous une couverture dessinée par un tâcheron ». Mais ils constatèrent rapidement que « les stocks [de comic strips,] de bandes quotidiennes n'étaient pas inépuisables et qu'il fallait renouveler le contenu de ce nouveau genre de fascicule [en publiant des bandes inédites]. » D'autres éditeurs, plus pauvres, n'avaient pas assez d'argent pour payer les droits de réimpression mais pouvaient acheter à très bas prix des bandes originales. En 1936, « Harry A. Chesler ouvrit le premier atelier de dessin spécifiquement destiné à fournir les éditeurs de comic books. »
Cole travaille pour Chesler jusqu'en 1940. Il dessine d'abord des gags d'une case qu'il signe parfois de son nom et, de manière anonyme ou sous pseudonyme , de nombreux comics loufoques (entre autres : Insurance Ike publié dans Cocomalt Big Book of Comics puis dans Funny Pictures Stories, King Kole's Kourt publié dans Cocomalt Big Book of Comics puis dans Blue Ribbon Comics). À partir de 1939, il s'essaie aux récits sérieux : Little Dynamite, une histoire de détective publiée dans Keen Detective Funnies, et Mantoka, trois épisodes publiés dans Funny Pages avec pour héros un chaman indien aux pouvoirs extraordinaires. Cole signe le premier épisode de Mantoka du pseudonyme de Richard Bruce. Loufoques ou sérieux, ces comics sont, pour la plupart d'entre eux, publiés par deux éditeurs : MLJ et, plus fréquemment, Centaur.

#### Premier super-héros

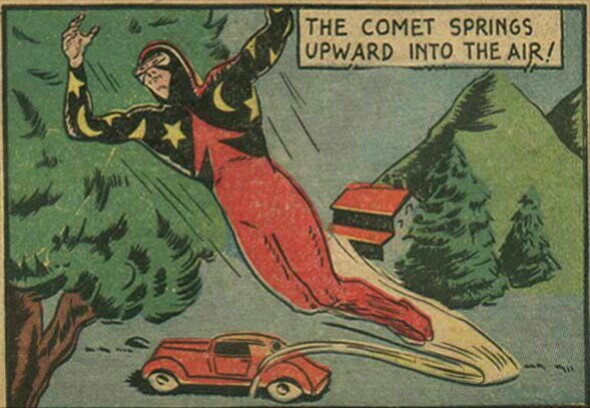
The Comet, le premier super-héros créé par Jack Cole pour le comic book Pep Comics édité par MLJ.

À partir de la fin de l'année 1939, MLJ édite plusieurs comics sérieux écrits et dessinés par Cole : des récits inspirés d'authentiques faits divers (Crime on the Run, une série en deux épisodes publiée dans Blue Ribbon Comics'; Manhunters, une série en trois épisodes publiée dans Top-Notch Comics) et les quatre premiers épisodes de la série The Comet publiée dans Pep Comics. Après le succès de Superman de Siegel et Shuster en 1938, de nombreux auteurs de comics s'adaptent à la demande et passent aux histoires de super-héros. The Comet est le premier super-héros que dessine Cole.
Après s'être injecté un gaz inconnu dans les veines, le scientifique John Dickering découvre qu'il a le pouvoir de voler dans les airs et que ses yeux émettent un rayon désintégrateur. Il décide alors de combattre les criminels en se faisant appeler The Comet. « Même quand on tient compte des normes de l'Âge d'or, lorsque les comics n'étaient pas soumis au Comics Code, The Comet reste un super-héros bizarre, extrêmement vindicatif et violent. Dans le seul premier épisode, il fait fondre rageusement plusieurs criminels avec son rayon jusqu'à les réduire au "néant", puis en jette joyeusement un au sol depuis une hauteur d'une bonne centaine de mètres. ». Dans le troisième épisode, sous l'emprise hypnotique d'un méchant nommé Zadar, The Comet vole une banque et tue une demi-douzaine de policiers. « On m'a forcé par hypnose à voler et à assassiner des citoyens innocents, comprend-il dans la dernière case de l'épisode. Aux yeux du monde, je ne suis rien d'autre qu'un meurtrier ! » Pour figurer le spectaculaire climax de l'épisode (le « carnage » auquel se livre le héros), Cole abandonne le gaufrier habituel et compose sa planche de manière audacieuse (quatre cases ayant au moins un côté en diagonale, la deuxième traversant la page de haut en bas).

#### Silver Streak Comics

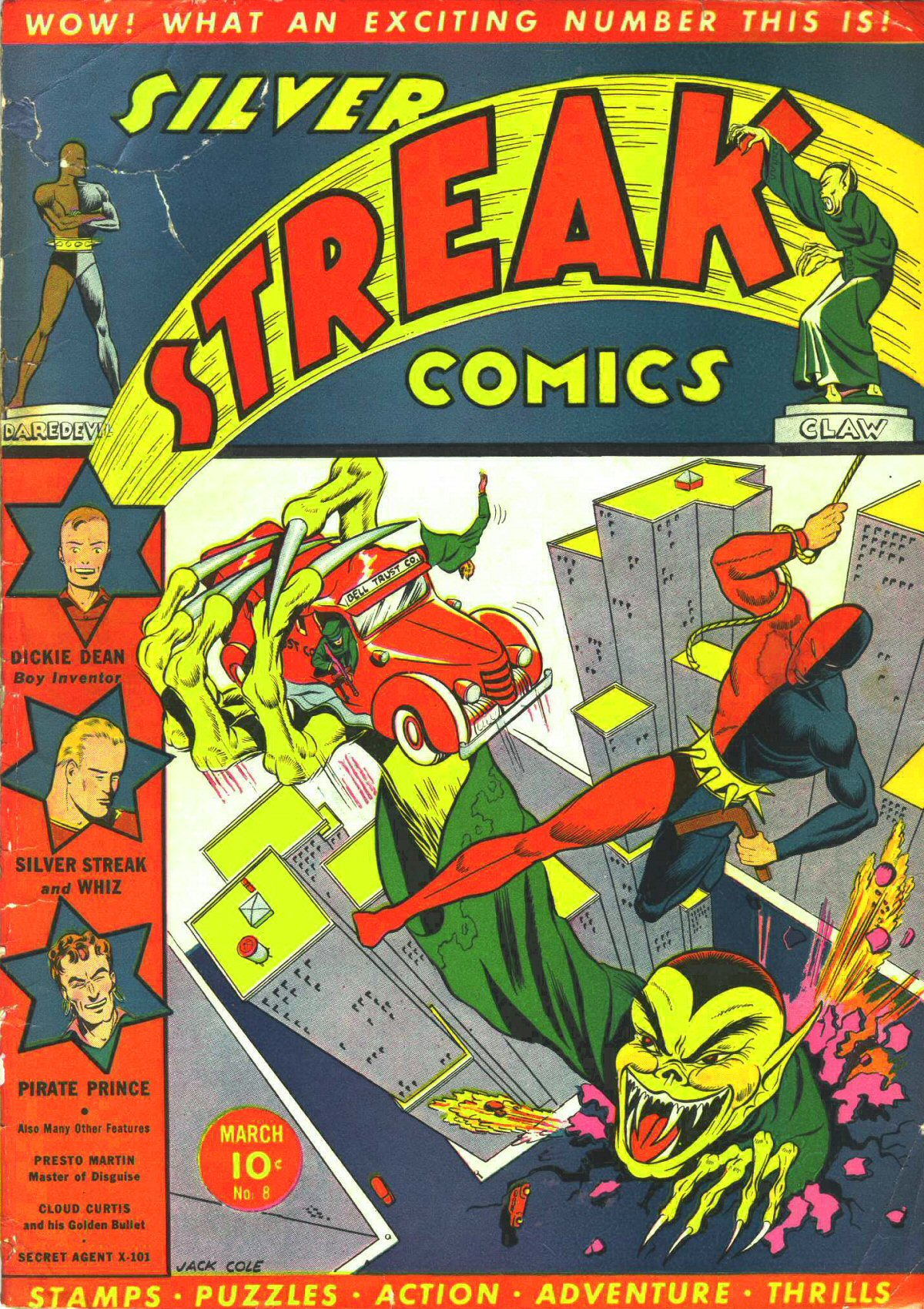
Daredevil et The Claw dessinés par Jack Cole. Dans les étoiles, de haut en bas : Dickie Dean, Silver Streak et le Prince pirate. Couverture du no 8 de Silver Streak Comics (mars 1941), comic book édité par Lev Gleason Publications.

Cole voit sa situation s'améliorer à la fin de l'année 1939. Embauché par Arthur Bernhard, qui travaille pour l'éditeur Lev Gleason, il devient rédacteur en chef d'un nouveau comic book, Silver Streak Comics. Bernhard a nommé le périodique d'après sa propre voiture : une Pontiac dont le capot est orné d'une bande de chrome. Le premier numéro paraît en décembre 1939. À cette occasion, Cole crée le personnage de The Claw, un génie du mal. Incarnation du "péril jaune", lointainement inspiré de Fu Manchu, c'est un personnage doué de "pouvoirs mystiques" (parmi lesquels la capacité de dominer les autres en contrôlant leurs rêves et celle de grandir démesurément). The Claw est initialement la série vedette de Silver Streak Comics : les histoires sont les plus longues du périodique (onze planches) et sont placées en ouverture. Mais cela ne dure qu'un temps. The Claw ne figure pas au sommaire du troisième numéro. « Quelqu'un [dans la maison d'édition] a dû comprendre qu'un monstre mégalomane et meurtrier n'était pas le meilleur choix pour vendre un périodique. »
The Claw est remplacée dans le troisième numéro par une nouvelle série consacrée aux aventures d'un super-héros nommé d'après le titre du périodique : Silver Streak. La série est créée par un scénariste non identifié et par le dessinateur Jack Binder. De son côté, Cole crée un nouveau personnage, Dickie Dean, un inventeur de 14 ans. Il l'imagine en s'inspirant de sa propre adolescence : comme Dickie, le dessinateur vivait dans la ville de New Castle et inventait des gadgets. Dickie Dean remporte suffisamment de succès pour que la série se poursuive dans chaque numéro de Silver Streak Comics jusqu'au 21 puis soit reprise dans Daredevil Comics (du numéro 12 au 41). Cole en écrit et dessine les huit premiers épisodes, avant que d'autres (notamment Bob Montana au dessin) ne la reprennent.

À partir du quatrième numéro, Cole écrit et dessine plusieurs bandes dans chaque livraison. Le temps qu'il doit leur consacrer ne lui permet probablement plus d'assumer les fonctions de rédacteur en chef : il cesse d'être crédité comme tel à partir de ce même numéro. D'abord, il reprend les aventures de Silver Streak. Le super-héros était un chauffeur de taxi. Cole en fait « l'homme le plus rapide qu'on puisse imaginer ». Il dessinera et écrira, sous le pseudonyme de Ralph Johns, les épisodes suivants jusqu'au huitième numéro du périodique. Sous son propre nom, Cole poursuit les aventures de Dickie Dean et reprend le personnage de The Claw, le temps d'une histoire publiée dans le sixième numéro. Dans le septième numéro, Cole crée une troisième série, The Pirate Prince, mais il n'en dessine que le premier épisode. À partir de ce même numéro, il reprend, en tant que scénariste et dessinateur, la série Daredevil (super-héros créé dans le numéro précédent par Don Rico et Jack Binder). Mais il n'abandonne pas The Claw pour autant puisqu'il réalise un crossover dans lequel Daredevil l'affronte. Le septième numéro contient donc quatre bandes différentes (une aventure de Daredevil, une du Prince pirate, une de Silver Streak et une de Dickie Dean), soit trente huit planches réalisées par Cole. Le dixième numéro de Silver Streak Comics (mai 1941) est le dernier auquel il contribue. Dans le premier numéro de Daredevil Comics (juillet 1941), Cole dessinera à nouveau Daredevil, Dickie Dean et The Claw d'après un scénario de Charles Biro : ce sera l'une des rares fois où il dessinera une bande sans en écrire l'histoire et les dialogues. 

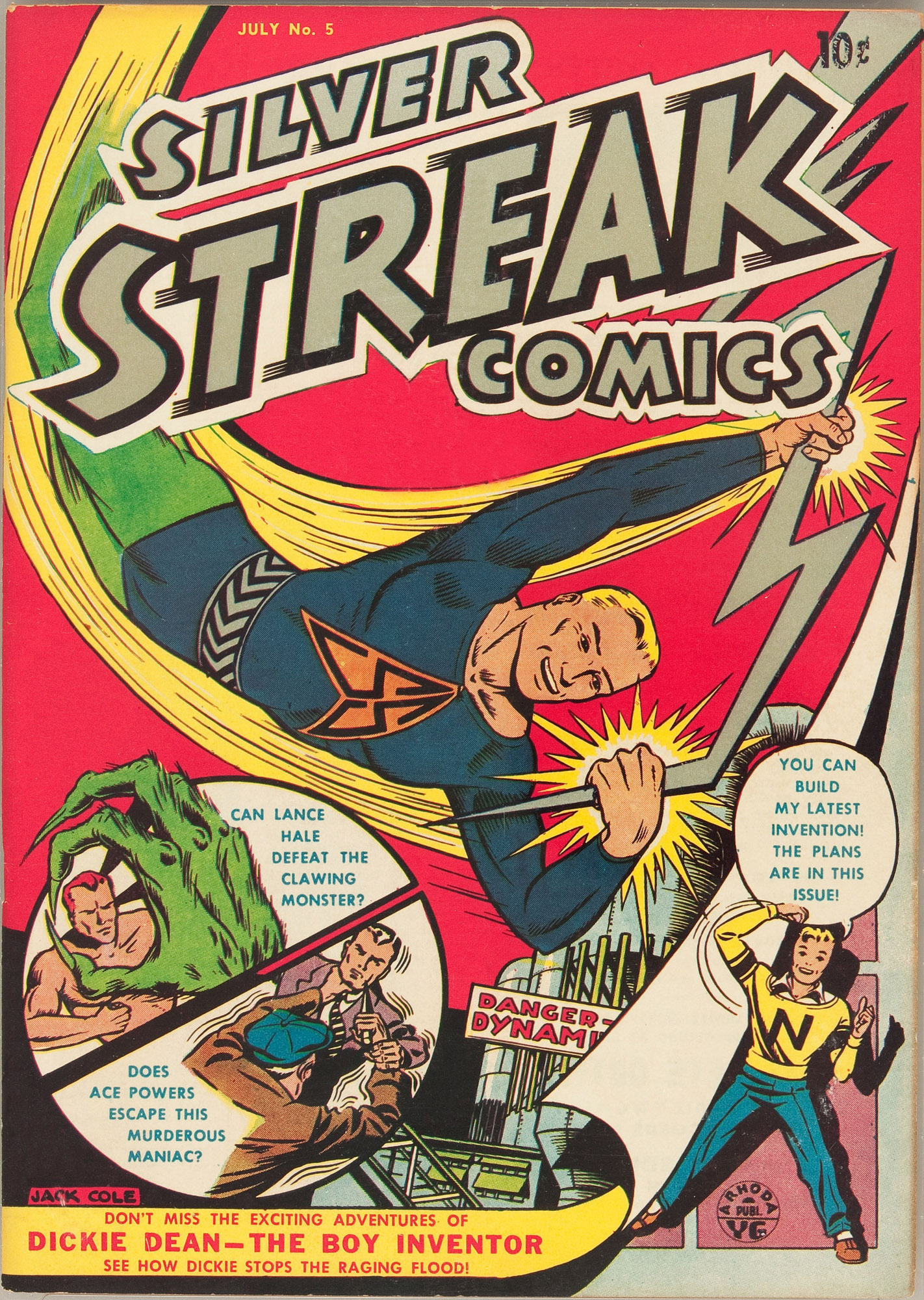
Silver Streak (au centre), la main menaçante de The Claw (à gauche) et Dickie Dean (en bas à droite), dessinés par Jack Cole. Couverture du no 5 de Silver Streak Comics (juillet 1940), comic book édité par Lev Gleason Publications.

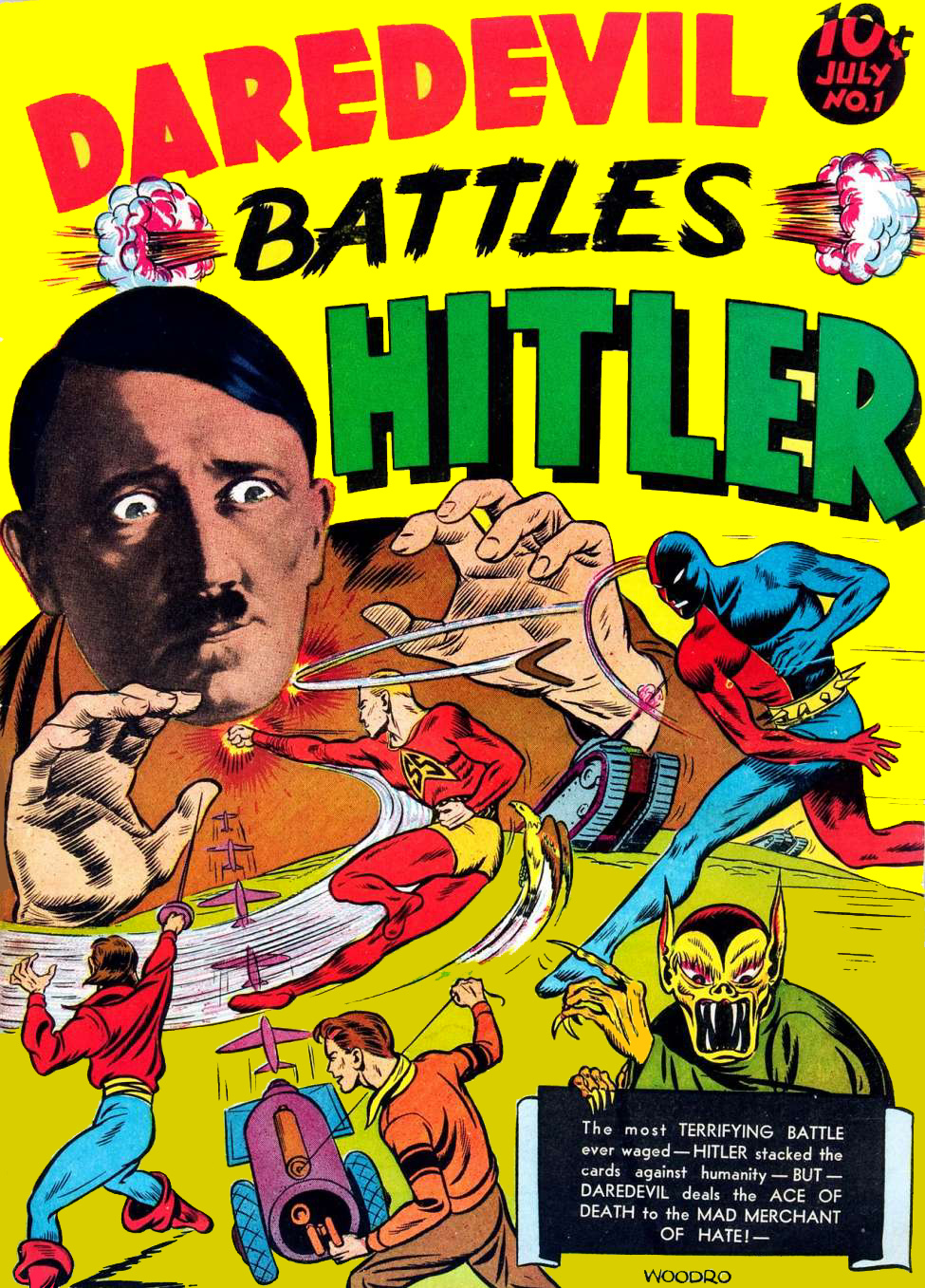
Le Prince pirate (en bas à gauche), Dickie Dean (en bas au centre), Silver Streak (au centre) et Daredevil (à droite) affrontent Hitler, tandis que The Claw (en bas à droite) semble se moquer de la situation. Le dessin n'est pas de Cole mais de Charles Biro et Bob Wood. Couverture du n^{o} 1 de Daredevil Comics (juillet 1941), comic book édité par Lev Gleason Publications.

#### Renoncement?
Cole, qui se rêvait en successeur de Segar ou de Goldberg, a dû renoncer à la loufoquerie. Mais, comme le remarquent Art Spiegelman et Chip Kidd, les histoires apparemment sérieuses, « plus longues et plus lucratives », auxquelles il se consacre désormais, « trahissent leur enracinement dans le dessin farfelu et délirant » qu'il a d'abord pratiqué : Mantoka, The Comet et The Claw sont des œuvres « follement tordues » qui témoignent « d'une imagination bouillonnante, d'une verve et d'un abandon joyeux à ce que la violence peut avoir d'aberrant ». De son côté, l'historien des comics Paul C. Tumey considère que ses meilleures bandes de 1940, notamment les épisodes de Dickie Dean, se distinguent de l'ordinaire des comics par leur bizarrerie et leur poésie. Le comique y reste présent, même s'il est mis au second plan (la présence de Zip, faire-valoir de Dickie). Et Cole réussit déjà à y figurer la vitesse de manière spectaculaire, ce qui deviendra une des caractéristiques de son art.

### Jack Cole à Quality Comics (1941-1954)

#### Planches comiques
Fin 1940, Cole est embauché par Busy Arnold, l'éditeur qui dirige Quality Comics. Il retrouve alors le registre comique en dessinant Wun Cloo dans Smash Comics (de décembre 1940 à avril 1947) puis dans divers comic books (jusqu'en octobre 1949), Slap Happy Pappy dans Crack Comics (de janvier 1941 à juillet 1947) puis dans divers comic books (jusqu'en juillet 1949), Dan Tootin dans Hit Comics (de mars 1941 à mai 1947), Windy Breeze dans National Comics (de mars 1941 à juin 1947) puis dans Candy (de décembre 1948 à octobre 1949), Burp the Twerp dans Police Comics (de septembre 1941 à juin 1946) puis dans Blackhawk (de l'hiver 1946 à l'automne 1949), Poison Ivy dans Feature Comics (en septembre 1945 et avril 1946), Cuthbert dans The Spirit (printemps et été 1946) et dans Plastic Man (printemps 1946), Fuzzy dans Plastic Man (du printemps 1946 au printemps 1947) puis dans Modern Comics (d'octobre 1948 à août 1949). Mais ces bandes sont considérées comme des "bouche-trous" : elles consistent en une planche, parfois deux, par numéro de comic book. Ce n'est pas en les dessinant que Cole peut se faire remarquer. Il les signe du pseudonyme de Ralph Johns et réserve sa signature pour les histoires « plus longues et plus lucratives » que Busy Arnold lui propose par ailleurs. C'est en retrouvant la loufoquerie là où on ne l'attend pas, dans ces comics habituellement considérés comme sérieux, que Cole va finalement se faire un nom - avec les séries Midnight, Death Patrol et, surtout, Plastic Man.

#### Jack Cole et Will Eisner: Midnight et le Spirit
Midnight est la première série "sérieuse" que Cole réalise pour Quality Comics. En travaillant sur les premiers épisodes, il modifie son style sous l'influence de Will Eisner. Ron Goulart remarque que sa ligne devient « plus fine, plus assumée » et que ses mises en pages et ses cadrages gagnent en audace et en inventivité. De leur côté, Art Spiegelman et Chip Kidd considèrent les premiers mois de 1941 comme une période d'apprentissage, pendant laquelle Cole acquiert, au contact du style plus savant et sophistiqué d'Eisner, le sens de la narration et de la structure qui lui manquait.
Cole doit en effet s'adapter au "style maison" de Quality Comics. Et c'est un style que Will Eisner a forgé. Depuis décembre 1939, l'éditeur publie des séries écrites et dessinées par des membres du studio Eisner & Iger (Jerry Iger, Chuck Cuidera, Reed Crandall, Bob Powell, Lou Fine) et par Eisner lui-même (Doll Man dans Feature Comics, Uncle Sam dans National Comics).

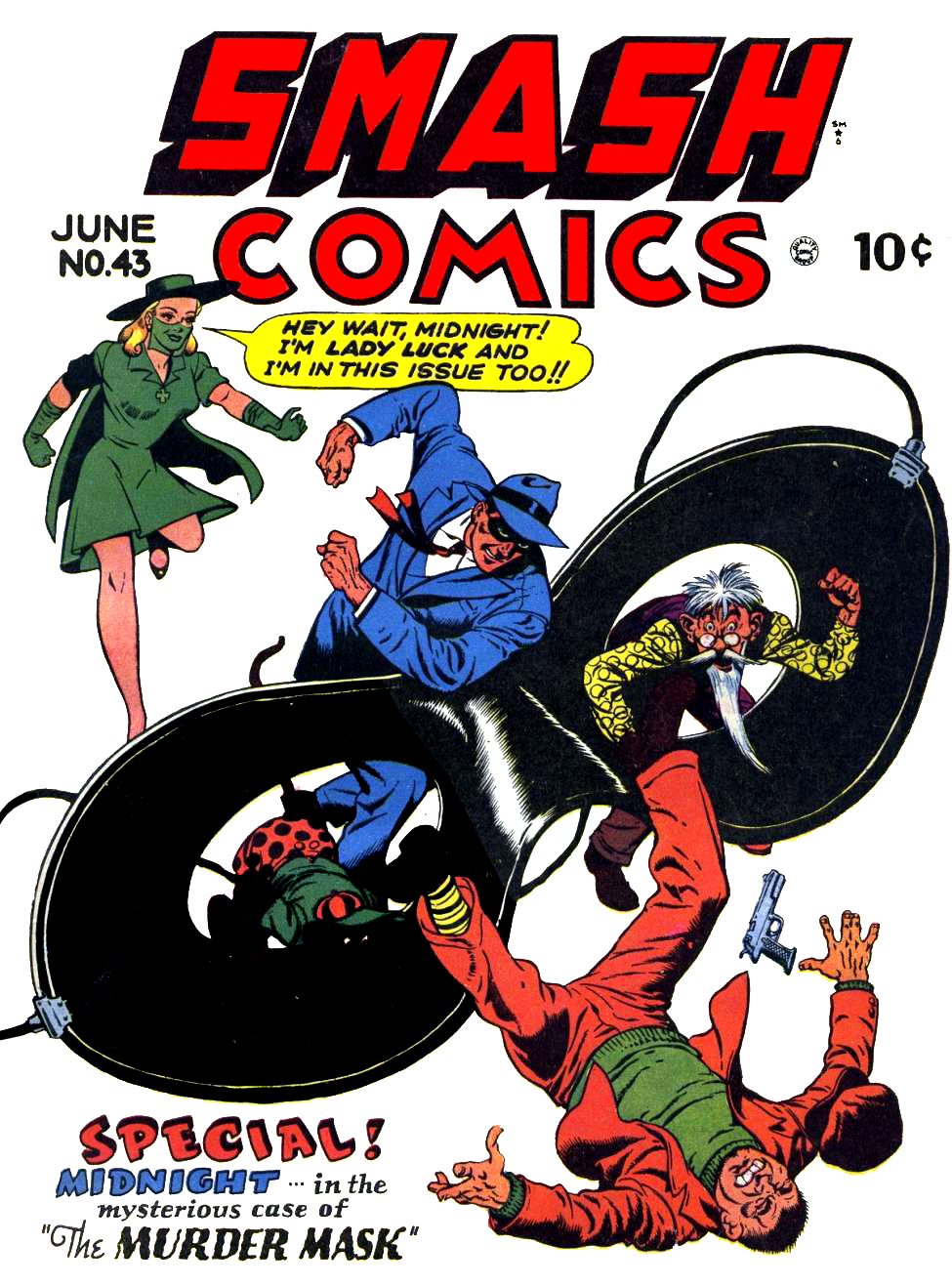
Lady Luck (en haut, à gauche) est un personnage créé par Will Eisner, et Midnight (au centre) un personnage créé par Jack Cole. Ils sont ici dessinés par Reed Crandall. Couverture du n^{o} 43 de Smash Comics (juin 1943), un comic book édité par Quality Comics. À cette époque, c'est Paul Gustavson qui dessine les épisodes de la série. Cole la reprendra de décembre 1946 à août 1949.

Busy Arnold a en outre passé un contrat avec une agence de presse et Eisner : ce dernier doit créer trois séries qui formeront le contenu d'un nouveau comic book inséré dans le supplément dominical d'un quotidien, et qui pourront ensuite être publiées par Quality Comics. Le Spirit est la série principale de ce comic book dont l'exclusivité est réservée à la presse. Arnold souhaitait un personnage en costume extravagant et doté de pouvoirs extraordinaires. « J'acceptais un compromis, écrira plus tard Eisner. Je mis un masque au Spirit. » Le personnage naît en juin 1940 et remporte rapidement un vif succès.
Mais le contrat passé entre l'auteur et l'éditeur stipule qu'Eisner gardera les droits du personnage. Craignant de ne plus pouvoir publier la série si Eisner quitte Quality Comics, Arnold en conçoit une imitation : la série Midnight dont le héros combat les criminels dans les vêtements du Spirit - en costume et chapeau bleus, un loup sur les yeux. L'éditeur en confie la création à Jack Cole et en publie le premier épisode (Dave Clark, un animateur radio, devient un justicier masqué sous le nom de Midnight) dans le dix-huitième numéro de Smash Comics (janvier 1941), quelques mois avant de publier le Spirit dans Police Comics.
Cole parvient à donner une identité à la série et à en faire autre chose qu'une simple copie de son modèle. Comme l'écrit Ron Goulart, « Cole et Eisner étaient aussi originaux et inventifs l'un que l'autre, si bien qu'ils ont développé de manière différente leur propre série. Aucun des deux n'arrivait à prendre totalement au sérieux le métier de justicier masqué, mais tandis qu'Eisner s'intéressait de plus en plus au mélodrame urbain, Cole recherchait la fantaisie, la science-fiction et, parfois, une approche bizarre de la violence. » Midnight a du succès : le personnage fait la couverture de chaque numéro à partir de novembre 1941, les épisodes font l'ouverture du comic book et passent de six à neuf planches à partir de septembre 1942, puis ils passent de neuf à onze planches en décembre 1942. La série se poursuit dans Smash Comics jusqu'en août 1949. Cole la dessine jusqu'en décembre 1942 puis la reprend de décembre 1946 à son interruption.
En 1942, Will Eisner est mobilisé et doit être remplacé par d'autres dessinateurs. Bien qu'il n'ait pas d'enfants, qu'il soit en bonne santé et qu'il soit à peine plus âgé que le créateur du Spirit (il a deux ans de plus), Cole n'est pas mobilisé. Et comme il a parfaitement assimilé le style graphique d'Eisner, il est engagé pour travailler sur le Spirit. Sans être crédité, il en dessine le strip quotidien le temps de l'arc narratif dans lequel intervient le personnage de Fannie Ogre. En 1943 et 1944, il dessine également une vingtaine d'épisodes en couleur du Spirit,,. Ils seront publiés dans les comic books insérés dans les suppléments dominicaux des quotidiens entre le 2 janvier et le 25 juin 1944.

#### Death Patrol
Dans les premiers mois de 1941, Jack Cole dessine également un épisode d'une série qu'il n'a pas créée, Quicksilver. Quicksilver est un super-héros aussi rapide que l'était Silver Streak, l'un des personnages qu'il avait dessinés en 1940. Publié en juillet 1941 dans le treizième numéro de National Comics, l'épisode présente « le combat contre le crime comme une totale absurdité ». En cela, Cole poursuit ce qu'il a initié avec Midnight et ce qu'il va amplifier avec Plastic Man.
En août 1941, Quality Comics commence à publier deux nouvelles séries créées par Cole. L'une d'elle s'intitule Death Patrol. Elle paraît dans Military Comics dès le premier numéro. Military Comics est le comic book dont la BD vedette est Blackhawk, une série dessinée par un ancien membre du studio Eisner & Iger : Chuck Cuidera. Death Patrol anticipe, comme Blackhawk, l'entrée en guerre des États-Unis. La "patrouille de la mort" qui donne son titre à la série est composée de détenus en cavale. Un  de ses membres meurt à la fin de chaque épisode. Death Patrol repose donc sur « un principe macabre ». Mais le ton de la série est « incroyablement burlesque ». Jack Cole en signe les trois premiers épisodes. Elle est ensuite dessinée par Dave Berg, puis par Gill Fox. Cole la reprendra en 1944, le temps de cinq épisodes. Le dessinateur a probablement abandonné Death Patrol en 1941 en raison du travail qu'il devait fournir pour l'autre série qu'il avait créée en août 1941. Celle-ci avait en effet remporté un vif succès.

#### Plastic Man

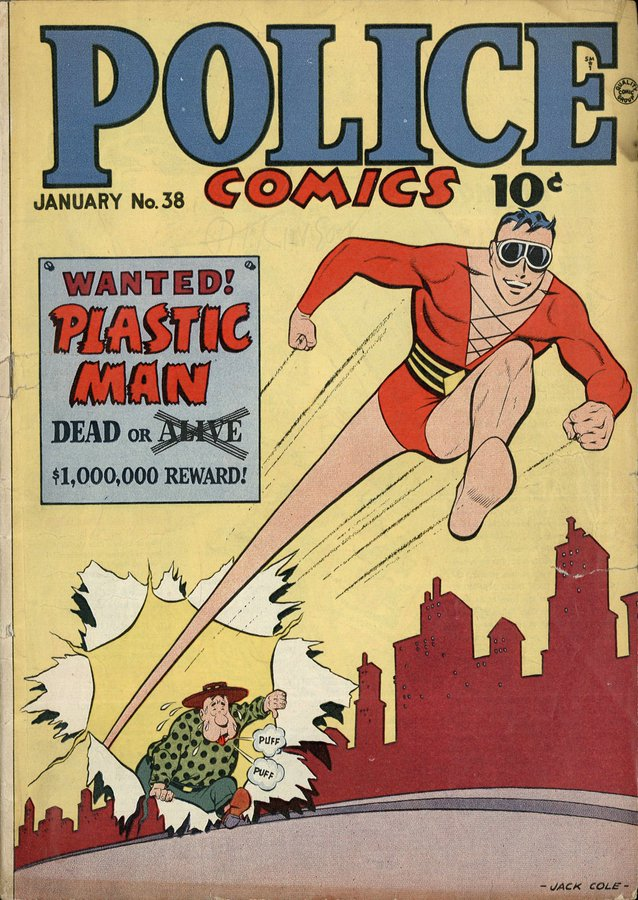
Woozy Winks, haletant, et Plastic Man, en plein élan, dessinés par Jack Cole. Couverture du no 38 de Police Comics (janvier 1945). Figurer la vitesse de manière spectaculaire est l'une des caractéristiques de l'art de Cole.

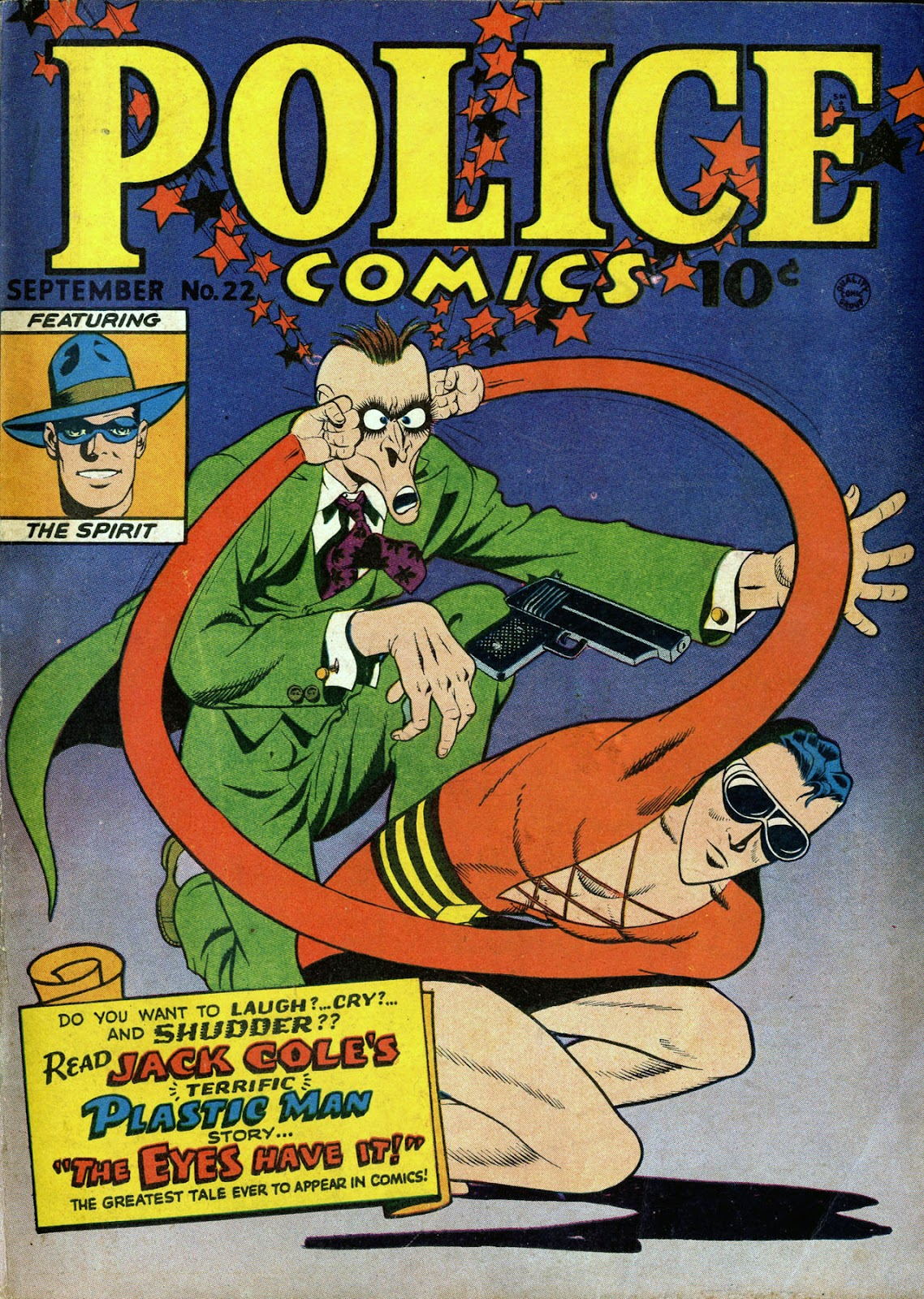
Plastic Man dessiné par Jack Cole. Couverture du no 22 de Police Comics (septembre 1943). Le personnage semble beaucoup plus souple que lorsqu'il est représenté par Gill Fox (voir illustration précédente). En bas à gauche de la couverture, une adresse au lecteur met en vedette le nom de l'auteur : « Voulez-vous rire, pleurer et frémir ? Lisez la formidable histoire de Plastic Man imaginée par Jack Cole ... »

Plastic Man est l'autre série créée par Cole dont la publication commence en août 1941. Elle paraît dans Police Comics dès le premier numéro. Police Comics est le comic book qui, à partir de son onzième numéro, republiera les histoires du Spirit parues auparavant dans le comic book inséré dans les numéros dominicaux de certains quotidiens.
Avec Plastic Man, Cole invente une « forme de récit originale » qui lui permet de « combiner les trois types de récits » qu'il a pratiqués jusqu'alors (histoires comiques, histoires criminelles, histoires de super-héros) et d'en « transcender les conventions respectives ». L'originalité de la série est très vite reconnue, et sa parution fait date dans l'histoire des comics : Plastic Man n'est pas un super-héros de plus. Pour le dessinateur et historien des comics Jim Steranko, la série « bouleverse totalement la tradition des super-héros qui avait jusqu'à présent résisté à la parodie et à l'ironie ». Avant Plastic Man, seul Captain Marvel avait le sens de l'humour. Mais Cole va beaucoup plus loin que C. C. Beck, le créateur de Captain Marvel. Il ne se contente pas de répliques amusantes et de situations extravagantes : le délire de Plastic Man est avant tout graphique. Cole « non seulement n'a pas cherché à ajouter un nouveau "Quelque-chose-Man" à la série déjà existante, mais [...] il s'est servi de cette mode pour réaliser le rêve de sa vie : dessiner. [...] Il y a chez Jack Cole un vrai plaisir de l'image, une sorte de jubilation à utiliser graphiquement un thème. Il suffit pour s'en convaincre de jeter un regard sur la page-titre [c'est-à-dire la première page de chaque épisode] [...]. Ce sont des pages folles. »
À la suite d'un accident, le malfrat Eel O'Brian se retrouve avec un corps en caoutchouc, susceptible de s'étirer à l'extrême et de prendre n'importe quelle forme. Il peut se transformer, par exemple « en ballon de football, en fauteuil à bascule ou en serpent à sonnette ». Il décide alors de changer de camp en utilisant son pouvoir pour combattre les criminels, et il s'habille d'un « collant rouge, ouvert sur la poitrine, agrémenté d'un coquet laçage, [d']une large ceinture d'hercule de foire jaune à rayures noires », de « demi-bottes » et de lunettes noires « très convexes ». Les premiers gangsters qu'il livre à la police ne le reconnaissent pas : « - Qui vous a amenés ? - On... on en sait rien... Il était en caoutchouc... Une sorte de Plastic Man ! - Plastic Man ?? Ça va pas ! Enfermez-moi ça. » « Je n'aurais jamais cru m'amuser autant en aidant la loi », dit Eel O'Brian à la fin du premier épisode. Il n'est décidément plus le même homme. Il se fera appeler Plastic Man et deviendra, quelques épisodes plus tard, agent du FBI.
Son costume de super-héros restera le même jusqu'en 1956, à une différence près. Très vite, Jack Cole dessine Plastic Man pieds nus, avec une particularité anatomique : il n'a pas d'orteils. Comme le lui fait dire Pierre Charras, son traducteur français, dans la préface qu'il écrit au recueil publié en 1984 par Les Humanoïdes associés : « mes orteils, personne ne les a jamais vus. D'ailleurs, je n'en avais pas. Pour quoi faire ? Si j'en avais eu besoin, il m'aurait suffi de les faire apparaître ou même de me changer tout entier en un énorme orteil, alors ... ! »
Plastic Man a une autre particularité par laquelle il se distingue de la plupart des super-héros : il n'a pas de double-identité et quitte très rarement son costume. S'il lui arrive, pendant la première année de la série, de redevenir Eel O'Brian, c'est surtout pour infiltrer le milieu des gangsters. Comme le lui fait dire Pierre Charras : « Je suis très reconnaissant à mon créateur de ne pas avoir limité mes pouvoirs aux moments de lutte contre l'ennemi. J'imagine que ce doit être très dur de vivre la vie de Clark Kent lorsqu'on est Superman. Moi, j'ai toujours été Plastic Man à cent pour cent, même dans la vie de tous les jours. Dans une activité aussi banale (et gratuite par rapport au déroulement de l'histoire) que boire un verre, si je n'avais pas envie de lever le coude, il me suffisait d'allonger les lèvres jusqu'à la table et, d'une simple aspiration, le liquide remontait comme dans une paille. Pratique, non ? » Mais être Plastic Man à cent pour cent, c'est aussi, entre autres, « être une chaise, un serpent, un porte-parapluie, une actrice sublime, un chien de compagnie ou un tapis ». Superman et tous les super-héros à qui il a servi de modèle « ont seulement deux identités : ils sont binaires. Plas, comme l'appellent ses amis, est multiphrénique, et il l'est de manière si illimitée qu'il a vite oublié d'être Eel O'Brian. »
 

Dans le treizième épisode publié en novembre 1942, Plas affronte Woozy Winks, un « patapouf » indolent « protégé par la nature » (aucun mal ne peut lui être fait). Woozy n'est ni bon, ni méchant. Il a juste mis son pouvoir au service du mal après avoir tiré à pile ou face. Plas le convainc de se mettre au service du bien. Ils feront désormais équipe, et leur association continuera même quand Woozy aura perdu son pouvoir. Plastic Man passera alors « beaucoup de temps à jouer les Superman pour secourir cette Loïs Lane de cent kilos, de sexe mâle et à la cervelle d'oiseau ». Totalement incompétent dans la lutte contre les criminels, Woozy est un sosie d'Alfred Hitchcock vêtu d'un pantalon vert, d'une chemise à poids, et coiffé d'un canotier.

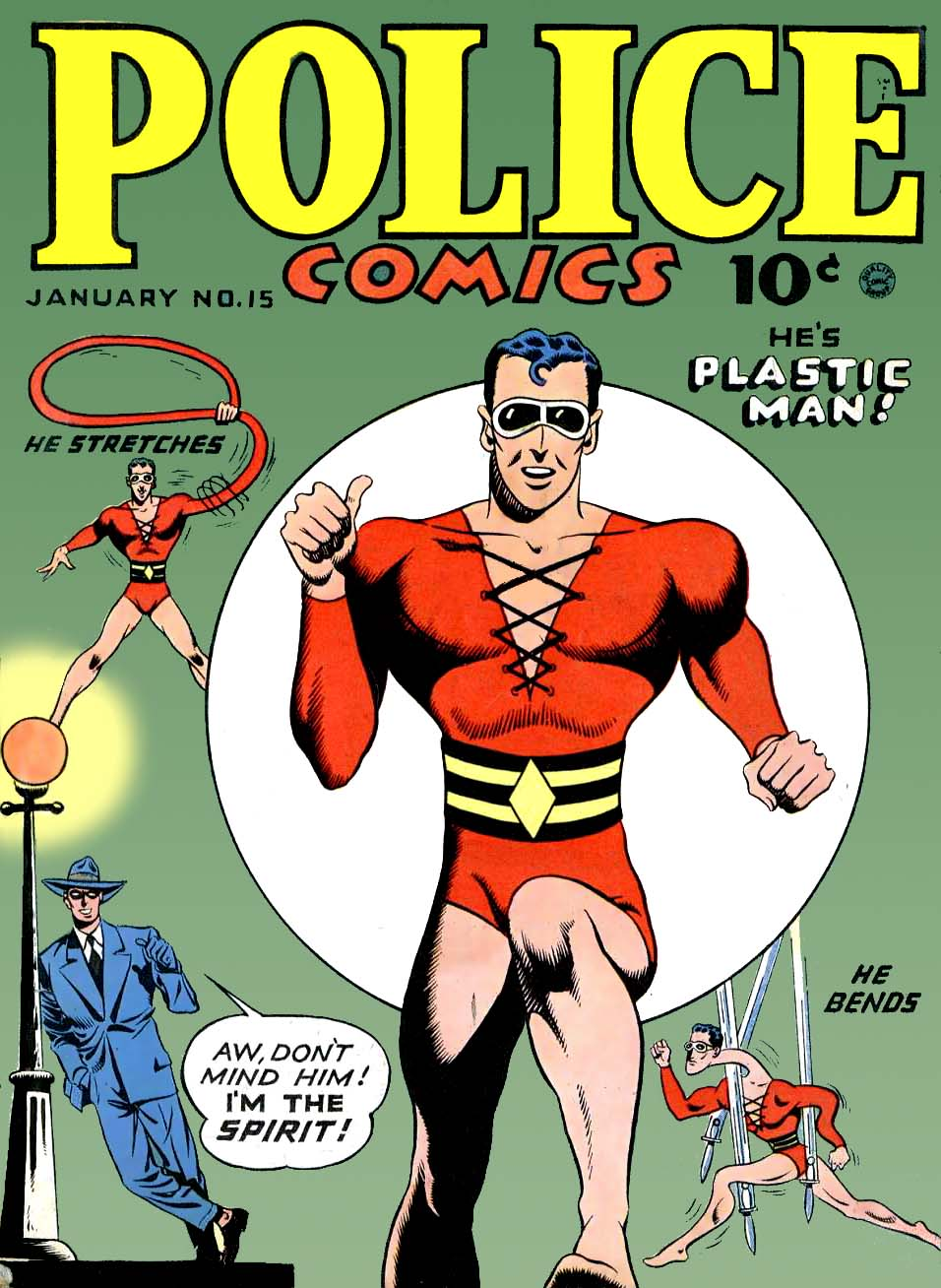
Plastic Man et le Spirit dessinés par Gill Fox. Couverture du no 15 de Police Comics (janvier 1943), comic book édité par Quality Comics dans lequel étaient également publiées les aventures du Spirit. Le phylactère semble indiquer une rivalité entre les deux séries.

#### Le succès et sa rançon
À l'origine, Plastic Man est conçue, au même titre que Midnight et Death Patrol, comme une série secondaire : chaque épisode est constitué de six planches réalisées pour alimenter un comic book mensuel. Mais de même que Midnight est devenue la série vedette de Smash Comics, Plastic Man va vite devenir la série vedette de Police Comics. À partir du cinquième numéro (décembre 1941), le personnage est en couverture mais dessiné par Gill Fox, et non par Jack Cole. À partir du neuvième numéro (mai 1942), les épisodes passent de six à neuf planches et sont placés en ouverture du comic book. Cette position privilégiée ne change pas avec le onzième numéro (septembre 1942), quand le Spirit fait son entrée dans Police Comics. À partir du quatorzième numéro (décembre 1942), les épisodes passent de neuf à treize planches et Cole cesse de travailler sur Midnight pour se consacrer entièrement à Plastic Man. À partir du dix-septième numéro (mars 1943), il dessine non seulement les épisodes comme il l'a fait jusqu'à présent, mais aussi les couvertures. À partir du dix-neuvième numéro (mai 1943), les épisodes passent de treize à quinze planches. Sur la couverture du vingt-deuxième numéro (septembre 1943), le nom de Jack Cole est mis en vedette.
En août 1941, Cole était payé pour Plastic Man cinq dollars par planche. Il a été ensuite payé trente cinq dollars par planche, puis quarante et enfin cinquante dollars par planche, avec des primes pouvant atteindre 2500 dollars. En 1943, il a les moyens de quitter le « petit appartement » new yorkais qu'il occupait avec sa femme. Le couple achète une grande maison dans le Connecticut, ce qui permet à Cole de se rapprocher du studio de Quality Comics, situé à Stamford (même s'il travaillait chez lui à cette époque conformément à ce qu'il souhaitait).
En décembre 1943, Quality Comics publie le premier numéro de Plastic Man, un nouveau comic book intégralement consacré au héros de Cole. L'éditeur ne suspend pas pour autant la parution d'épisodes dans Police Comics (la série se poursuivra, dessinée par son créateur, jusqu'au cent-deuxième numéro, en octobre 1950). Les deux premiers numéros de Plastic Man contiennent chacun quatre épisodes de douze à quinze planches. À partir du troisième numéro (printemps 1946), les exemplaires ne contiennent plus que trois épisodes d'une dizaine de planches et une histoire courte (deux planches), mais Woozy Winks a désormais sa propre série, écrite et dessinée par Cole (un épisode de six planches par numéro). D'abord irrégulière, la publication devient trimestrielle à partir du troisième numéro, puis bimestrielle à partir du douzième numéro (juillet 1948). Les dernières aventures de Plastic Man dessinées par Cole sont publiées en novembre 1950 dans le vingt-sixième numéro de Plastic Man. Le comic book continuera de paraître jusqu'à son soixante-quatrième numéro en novembre 1956, et les aventures de Plas et de Woozy seront dessinées, entre autres, par Alex Kotzky.
À partir du moment où la parution du comic book titré Plastic Man devient régulière, Cole est « dépassé par la masse de travail qui afflue ». Jusqu'alors, il faisait tout lui-même : scénario, dessin, encrage, lettrage. On rapporte qu'il fondit en larmes lorsqu'il comprit qu'il devrait déléguer une partie de son travail à des assistants : que d'autres puissent écrire ou dessiner Plastic Man était pour lui « la déplorable rançon du succès ».

### Histoires criminelles et comics d'horreur (1947-1954)
Après la Seconde Guerre mondiale, les super-héros ont de moins en moins de succès, et beaucoup de titres cessent de paraître. Ce déclin n'affecte pas Plastic Man. Mais comme Cole travaille désormais avec des assistants, il a du temps pour dessiner d'autres comics tout en supervisant sa série principale et en en dessinant la plupart des épisodes publiés dans Police Comics. Fin 1946, il reprend Midnight, la série qu'il avait abandonnée en 1942 pour se consacrer entièrement à Plastic Man. Et, comme beaucoup de ses collègues à la même époque, il va produire des histoires criminelles, puis des comics d'horreur, deux genres qui remplacent les super-héros dans les faveurs du public.
En 1947, il est rédacteur en chef de True Crime Comics, un comic-book publié par Magazine Village, éphémère petite maison d'édition fondée par Arthur Bernhard (l'ancien éditeur de Lev Gleason Publications pour qui Cole avait travaillé entre 1939 et 1941). Le premier numéro de True Crime Comics n'est pas publié. Pour le second numéro, Cole écrit et dessine trois bandes de six planches et une de quatorze. Titrée Murder, Morphine and Me !, cette dernière est une histoire extrêmement violente susceptible, selon Ron Goulart, de choquer encore le lecteur plus de cinquante ans après sa parution. C'est, ajoute Goulart, « une des plus remarquables histoires jamais publiée dans un comic book ». Selon Art Spiegelman et Chip Kidd, « c'est l'un des comics les plus formellement sophistiqués jamais réalisé ; tous ses éléments, y compris la forme des cases et le lettrage, sont conçus pour servir l'effet narratif global. » Cole dessinera encore deux bandes pour des numéros ultérieurs de True Crime Comics,. À la fin des années quarante, les comics adaptés de faits divers authentiques suscitent l'engouement. Cole avait été un précurseur dans le genre. En 1948, l'éditeur St. John réédite, dans les numéros 5, 6 et 7 de Authentic Police Cases, Manhunters, la série en trois épisodes qu'il avait dessinée en 1939.
À cette époque, pour Quality Comics, il intervient ponctuellement sur des séries qu'il n'a pas créées : des séries d'aventures (quelques épisodes de Big Brother en 1947, de T-Man en 1951) ou comiques (quelques histoires de Chop Chop et de Will Bragg en 1950). Il cesse de dessiner Midnight en 1949 et, en 1951, il crée deux nouvelles séries : Augie Moore and the Teen Terrors, qui reste sans suite (un seul épisode dans le premier numéro de T-Man) et Angles O'Day (dans les neufs premiers numéros de Ken Shannon). Ce sont des récits policiers dans une atmosphère d'Americana. « Au début des années cinquante, remarque l'historien des comics Paul C. Tumey, l'industrie était passée des super-héros aux récits policiers, aux romances, aux westerns, aux récits de guerre, et aux BD animalières pour enfants. Les comic books étaient devenus tristement sérieux [...]. En 1951, il était logique pour Cole de chercher un nouveau style, plus adapté au marché. Il a dû calmer son inventivité graphique, sa sauvagerie, mais il a su conserver, sous la surface, l'impulsion de son énergie créatrice. »
Cette approche plus modérée du dessin se retrouve, selon Paul C. Tumey, dans les comics horrifiques qu'il réalise l'année suivante pour les onze premiers numéros de Web of Evil, un nouveau comic book édité par Quality Comics. Plus sévères que Tumey, Art Spiegelman et Chip Kidd considèrent ces histoires comme des œuvres impersonnelles témoignant du désintérêt croissant de Cole pour les comic books : « Contrairement à la plupart de ses productions, ces comics d'horreur, souvent scénarisés et encrés sans le moindre raffinement par d'autres, semblent avoir été faits uniquement pour l'argent. » Cole signe une quinzaine d'histoires horrifiques. Spiegelman et Kidd en retiennent une seule : The Killer from Saturn, récit qui exalte le pouvoir de l'imagination en même temps qu'il exprime le besoin de le contenir.

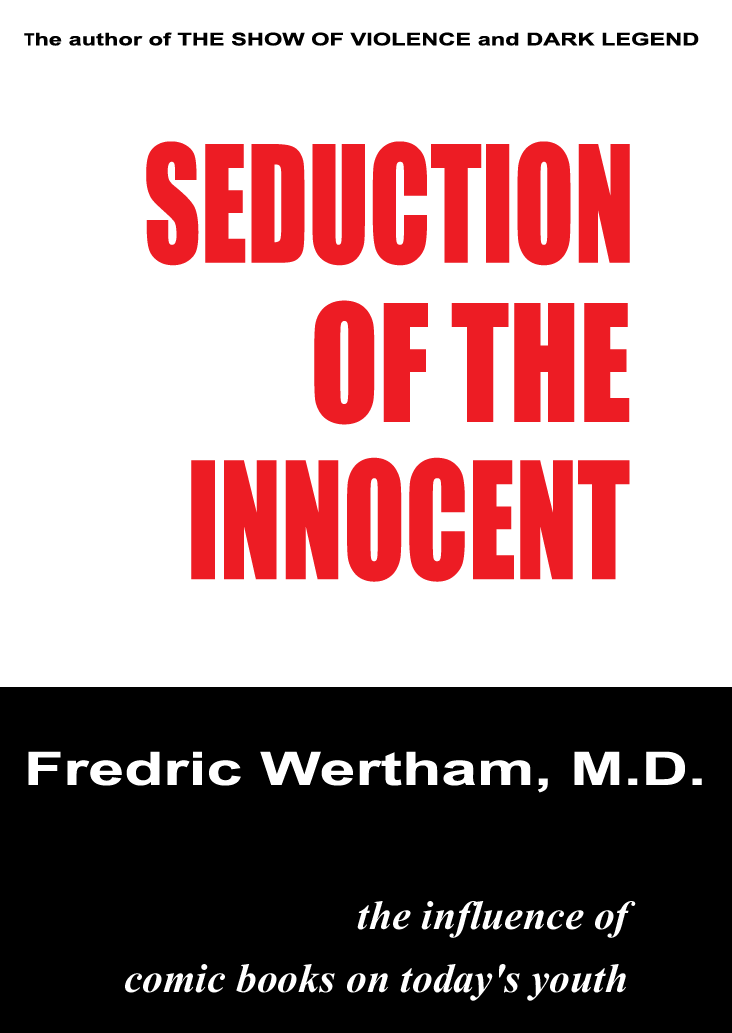
Couverture de Seduction of the Innocent, du psychiatre Fredric Wertham. Il s'agit d'un plaidoyer contre la violence et l'érotisme dans les bandes dessinées, considérés comme la cause de la délinquance juvénile.

Que ce soit par désintérêt ou par un changement de style délibéré, Cole ne pratique plus son art de la même manière. Comment comprendre ce tournant ? Est-ce en raison de la division du travail qui lui est imposée et de la perte du contrôle artisanal qu'il exerçait jusqu'à présent sur ses productions ? Ou bien est-ce parce que le contexte social est devenu très hostile aux comics ? 
Depuis 1948, le problème de la délinquance juvénile préoccupe l'opinion publique et les autorités américaines, et on se demande si la lecture des comic books n'a pas une influence sur les actes des jeunes délinquants. Selon le psychiatre Fredric Wertham, c'est effectivement le cas et il faut en interdire la vente aux mineurs de moins de 15 ans. Au printemps 1954, une sous-commission de la Commission des lois du Sénat se penche sur le sujet. Au même moment, Wertham publie Seduction of the Innocent, un livre dans lequel il reprend et développe les arguments qu'il expose depuis quelques années dans les médias. Seduction of the Innocent apparaît comme un plaidoyer contre la violence et l'érotisme dans la bande dessinée. Pour étayer son propos, Wertham choisit, entre autres, une case de Murder, Morphine and Me ! - l'image d'une jeune femme dont l'œil dilaté est menacé par l'aiguille d'une seringue. Selon Wertham, ce serait l'exemple typique d'un motif visuel récurrent dans les comic books : l'œil agressé (« the injury to the eye »). Les arguments de Wertham exercent une grande influence sur l'opinion publique américaine et à l'automne 1954, les éditeurs de comic books adoptent le Comics Code, un ensemble de règles visant à rassurer les parents des lecteurs. Les historiens des comics datent de cette époque la fin de l'Âge d'or des comic books. Cole n'aura pas à travailler en tenant compte des règles du Code. Il a abandonné les comic books au début de l'année 1954.

### Jack Cole à Playboy (1954-1958)
La dernière histoire dessinée par Cole dans un comic book est publiée par Quality Comics en février 1954. À partir de ce moment, il devient dessinateur humoristique freelance. Jusqu'à présent, il avait pratiqué le dessin d'humour en parallèle à sa carrière d'auteur de bande dessinée. Et, s'il soignait ses dessins en les teintant parfois au lavis, il n'était parvenu qu'occasionnellement à les placer dans des magazines satiriques comme Judge. Mais malgré les difficultés qu'il a pu rencontrer dans ce domaine, il rompt sans regret avec les comic books. Dans une note autobiographique rédigée à la troisième personne qu'il écrit au début de 1958, il consacre une seule ligne pour évoquer les dix-sept années qu'il a passées à travailler pour les comic books et ne mentionne aucun titre, pas même Plastic Man. Art Spiegelman et Chip Kidd expliquent l'attitude de Cole de la manière suivante : « dans la hiérarchie américaine des arts appliqués, les comic books étaient placés très bas, juste au dessus du tatouage et de la peinture signalétique - et chaque artiste commercial était conscient de cette hiérarchie implicite, comme chaque Américain non-blanc est conscient des questions de race. Parce qu'il est une composition autonome à image unique et donc un cousin éloigné de la peinture, le dessin humoristique était considéré comme plus digne. Parce qu'ils peuvent apporter ce qui compte le plus en Amérique : la célébrité et la fortune, les comic strips étaient placés au sommet. » De ce point de vue, les quatre dernières années de la vie de Cole peuvent être considérées comme une ascension de l'échelle des arts appliqués. 
Dans les années cinquante, Cole vend aux magazines d'humour et de charme édités par Martin Goodman de nombreux gags sexy qu'il signe du pseudonyme de Jake. Mais c'est le succès croissant d'un nouveau magazine, Playboy, qui lui permet de vivre de ses dessins. Cole en devient un dessinateur régulier après la publication par Hugh Hefner d'un de ses lavis en pleine page, dans le cinquième numéro du magazine, en avril 1954 . À partir de juin 1954, chaque numéro contient au moins un lavis en pleine page et un dessin plus simple et de plus petit format, intégré dans une page de texte et titré Females by Cole (après avoir d'abord été titré Female Sex Types) : « Cette série, dessinée à l'encre noire, contraste [...] avec les somptueux lavis en pleine page. Dans Females, les femmes ne sont pas du tout ravissantes ou sexy. Cole dessine leur corps en le transformant de manière fantastique, surprenante et parfois grotesque. Il s'agit d'un tout autre style de dessin [que dans les pleines pages]. [...] On peut aussi considérer cette série d'un point de vue économique et y voir une décision avisée de la part de Cole, car réaliser des dessins au trait lui demandait sans doute moins de travail qu'élaborer des dessins au lavis [...]. Cole pouvait ainsi vendre au moins deux dessins par numéro mensuel, ce qui fut le cas à compter de ce moment. » Dans le numéro d'octobre 1954, l'habituel lavis est remplacé par une pleine page en couleur : la première aquarelle humoristique que Cole réalise pour le magazine. À partir d'avril 1955, il en fera de nombreuses autres. D'après Art Paul, premier directeur artistique de Playboy, « Cole a contribué à donner au magazine son identité visuelle. Contrairement à Gardner Rea et à Eldon Dedini qui venaient d'Esquire, Cole était une création de Playboy. »
Que Jack Cole ait pu être vu comme une « création de Playboy » montre qu'il n'avait pas seulement abandonné les comic books, mais qu'il avait également abandonné le style de dessin qui l'avait rendu célèbre. Hugh Hefner adorait Plastic Man. Il ne s'est pourtant pas tout de suite rendu compte que le dessinateur qu'il publiait était le même Jack Cole qui avait créé la BD à ses yeux « la plus hallucinante de son temps ». « Effectivement, comme l'affirment Art Spiegelman et Chip Kidd, les dessins humoristiques habiles et sophistiqués publiés dans Playboy, souvent des aquarelles luxueuses réalisées avec aisance, n'ont presque aucune ressemblance stylistique avec l'insolence des comics dessinés par Cole ».
En 1955, Cole et son épouse quittent leur maison du Connecticut, inhabitable en raison d'une inondation, et s'installent à nouveau à New York. En 1956, ils déménagent à contre-coeur pour se rapprocher du siège de Playboy à Chicago. Ils s'installent à une soixantaine de kilomètres, à Cary dans l'Illinois.
En 1956, tout en poursuivant son travail pour Playboy, Cole reprend la bande dessinée. Il ne revient pas au style avec lequel il a rompu mais adopte le minimalisme « ultramoderne » en vogue dans les années cinquante. Il ne tient plus compte du format de la planche comme il le faisait quand il travaillait pour les comic books : il dessine désormais des strips. Millie and Terry est publié dans American Armed Forces Features, le supplément dominical d'un quotidien vendu dans les boutiques des bases militaires américaines. Chaque épisode est constitué de deux bandes de quatre cases, en couleurs. En 1958, Cole crée Betsy and Me, chronique de la vie d'une famille moderne (un couple et leur fils de cinq ans), racontée du point de vue du mari. Il signe un contrat avec l'agence Chicago Sun-Times Syndicate. Ce nouveau comic strip est publié dans une cinquantaine de quotidiens à raison d'une bande de deux à six cases en noir et blanc chaque jour, sauf le dimanche où est publié un ensemble de deux à trois bandes en couleurs. Jack Cole a réalisé son rêve d'enfance : dessiner un strip humoristique à succès. 
Le 13 août 1958, il achète un fusil, se gare le long d'une route à quelques kilomètres de chez lui et se tire une balle dans la tête. Il meurt à l'hôpital à 18h45. Son corps est inhumé le 16 août à New Castle, la ville de son enfance.

## Récompenses
- 1991 : Temple de la renommée Jack Kirby (à titre posthume)
- 1999 : Temple de la renommée Will Eisner (à titre posthume)

## Œuvres publiées en français
- Will Eisner, Spirit, vol. 1 : 1941-1942, Collection « Copyright », Paris, Futuropolis, 1981 (volume comprenant l'histoire avec le personnage de Fannie Ogre, dessinée par Cole, traduction française de François Truchaud)
- Jack Cole, Plastic Man. Le Long Bras de la justice, Collection « Xanadu », Paris, Les Humanoïdes associés, 1984 (recueil de dix histoires traduites en français par Pierre Charras - huit aventures de Plastic Man en version noir et blanc : The Origin of Plastic Man, Presenting the Man Who Can't Be Harmed, Oh Plastic Man !, The Killing of Snoopy Hawks, The Case of the Ancient Clues, The Magic Cup, Plastic Man Products, Sadly-Sadly ;  une aventure en version couleur : The Figure ; et une aventure de Woozy Winks en version noir et blanc : The Private Detective)
- Bang! no 8, Casterman, 2004 (revue contenant une aventure de Plastic Man initialement publiée en décembre 1945 dans Police Comics no 49 sous le titre Thelma Twittle, Super-Charmer)
- Collectif, Four Color Fear. Comics d'horreur des années 50, Madrid, Diábolo, 2013 (recueil comprenant trois histoires dessinées par Cole : A Pact with the Devil, Custodian of the Dead et Valley of Horror)